# 뱀의 바다

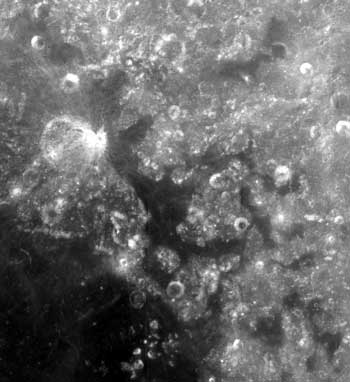
뱀의 바다

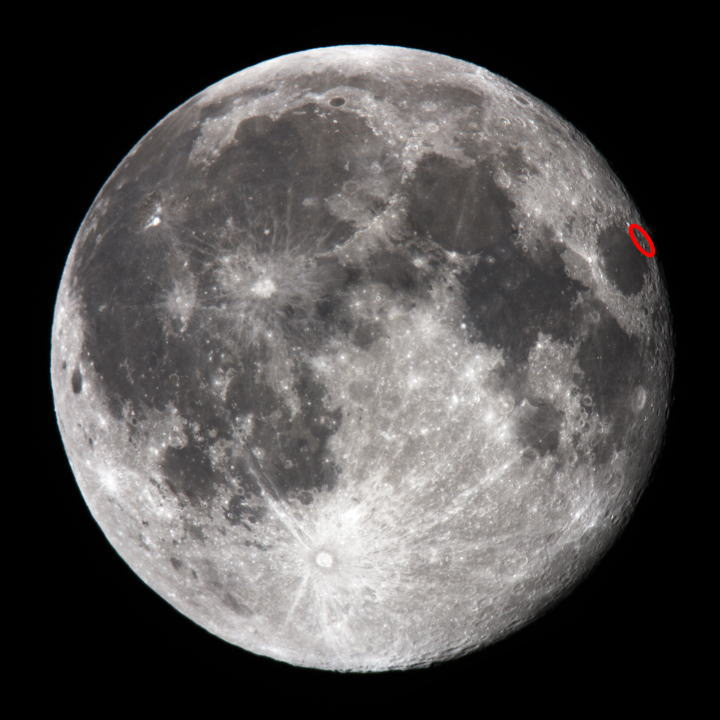
뱀의 바다의 위치

뱀의 바다(라틴어: Mare Anguis, 영어: Serpent Sea)는 달의 표면에 있는 달의 바다이다. 달의 동쪽 부분에 위치해 있으며, 달의 앞면에 있다. 뱀의 바다는 넥타리안기에 만들어진 평지로, 표면의 지층은 검은 색을 띄며 현무암으로 구성되어 있다. 직경은 150km이다.

## 참조
1. ↑  “Moon Mare/Maria”. 《Gazetteer of Planetary Nomenclature》. USGS Astrogeology. 2010년 8월 20일에 확인함.